# Болешов
Болешов (словац. Bolešov) — село в окрузі Ілава Тренчинського краю Словаччини. Площа села 14,95 км². Станом на 31 грудня 2015 року в селі проживало 1553 людей.

## Історія
Перші згадки про село датуються 1331 роком.

## Населення
| Рік:            | 1994. | 2004.   | 2014.   | 2024.   |
| --------------- | ----- | ------- | ------- | ------- |
| Кількість осіб: | 1397  | 1460    | 1530    | 1584    |
| Різниця:        |       | +4,50 % | +4,79 % | +3,52 % |

| Рік:            | 2023. | 2024.   |
| --------------- | ----- | ------- |
| Кількість осіб: | 1574  | 1584    |
| Різниця:        |       | +0,63 % |